# Meers
Meers, également Grote Meers, en limbourgeois Meas, est un village néerlandais situé dans la commune de Stein, dans la province du Limbourg néerlandais. Le 1er janvier 2007, le village comptait 980 habitants.
Meers est situé entre la Meuse et le Canal Juliana.